# Stylus phantasticus
Stylus phantasticus (även stylus fantasticus eller Fantastischer Stil, fantastisk stil) är en stilriktning inom kammar- och orgelmusiken, som nådde sin höjdpunkt i den nordtyska skolan under 1600-talet.
Verk som är komponerade enligt stylus phantasticus är hållna i en ur improvisationspraxisen härledd dramatisk stil, varvid korta, mycket varierande och delvis dissonanta avsnitt förbinds med varandra på originella sätt.
I Giovanni Pandolfis och Dietrich Buxtehudes sonator når stylus phantasticus en höjdpunkt genom att ostinatostrukturer över soloinstrumentens stämmor utvecklar en komplex kontrapunkt – analogt med dagens improvisationspraxis inom jazzmusiken.
Stilens pionjärer var Girolamo Frescobaldi (1583–1643), Giovanni Pandolfi (cirka 1620–1669) och Johann Jakob Froberger (1616–1667).
Författaren, vetenskapsmannen och uppfinnaren Athanasius Kircher beskriver stylus phantasticus i sin bok Musurgia Universalis:
| ” | Den fantastiska stilen är särskilt lämpad för instrument. Den är det mest fria och ohämmade kompositionssättet; den är ej bunden av någonting, icke till något ord eller ett melodiskt subjekt; den instiftades för att påvisa genialitet och undervisa i harmonins fördolda utformning och sinnrik komposition av harmoniska fraser och fugor. | „ |